# Lederszene

Die Leather-Pride-Flagge, ein Symbol der Leder- und der BDSM-Subkultur

Die Lederszene ist die Subkultur Homosexueller, die BDSM praktizieren und das Material Leder als das fetischistisch verbindende Element ihrer Gruppierungen betrachten.

## Geschichte
Nach dem Zweiten Weltkrieg entwickelte sich aus der US-amerikanischen Motorradfahrer-Subkultur die männliche homosexuelle Lederszene, auf die sich weite Teile des heutigen BDSM-Gedankenguts zurückführen lassen.

### Entwicklung in den USA

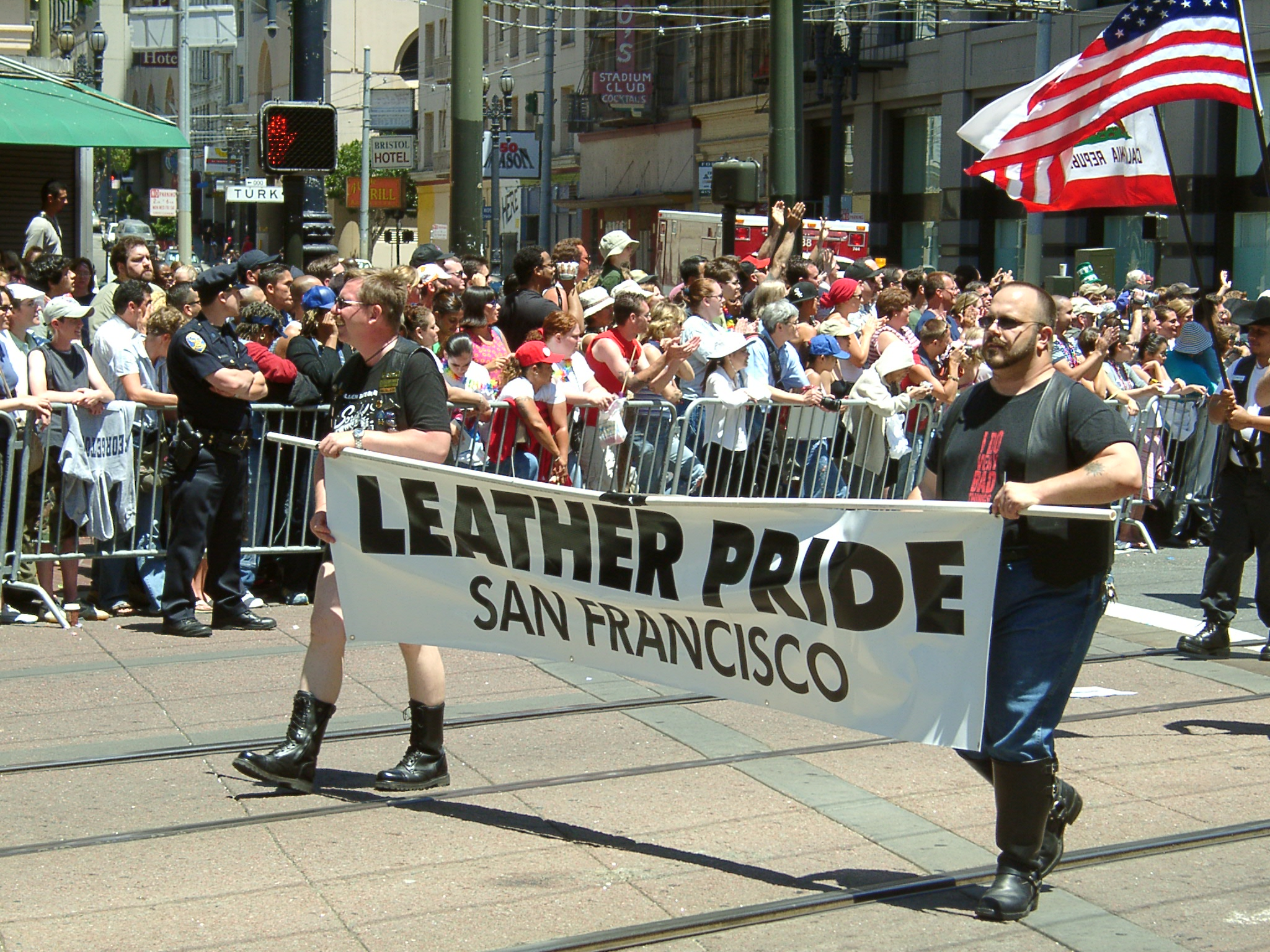
Start des Lederkontingents auf der San Francisco Pride Parade 2004

In seinem 1972 veröffentlichten Buch Leatherman's Handbook fasste Larry Townsend diese Ideen zusammen, die man später als „Old Guard“-Lederbewegung bezeichnen sollte. Der in diesem Werk beschriebene Verhaltenskodex basierte auf strengen Formvorschriften und festgeschriebenen Rollen in Bezug auf das Verhalten der Beteiligten (beispielsweise kein Switchen) und hatte noch wenig Bezug zu Lesben und Heterosexuellen.
Die sogenannte New-Guard-Lederbewegung entstand in den 1990er Jahren als Reaktion auf die der Old Guard-Lederbewegung zugrundeliegenden Beschränkungen. Diese neue Ausrichtung begrüßte das Switchen und begann einerseits, geistige Aspekte in ihr Spiel zu integrieren und andererseits zunehmend die strikte Rollenauffassung und Ablehnung von Heterosexuellen und Frauen in diesem Zusammenhang aufzugeben.
Im Sommer 1979 entstand mit Samois erstmals eine feministische Lesbengruppe, die sich in den 1980er Jahren politisch für die Rechte von lesbischen Sadomasochistinnen engagierte. Ihr 1981 veröffentlichter Titel Coming to Power führte auch in der lesbischen Gemeinschaft zu einer erhöhten Akzeptanz und zu mehr Verständnis des Themas BDSM. Die Gruppe nahm gegen den Widerstand der Organisatoren gemeinsam mit der BDSM-Gruppe Janus an der Veranstaltung Gay Freedom Day Parade teil und trug dabei erstmals T-Shirts mit der Aufschrift „The Leather Menace“. Dies gilt als erstes offenes Auftreten einer sadomasochistischen Lesbengruppe auf einer öffentlichen Veranstaltung. Die offene Teilnahme der Gruppe bei dieser Veranstaltung machte erstmals Differenzen zu einer Teilmenge der nichtsadomasochistischen Lesben deutlich, die BDSM als Grundlage von Frauenhass und Gewaltpornographie sieht.

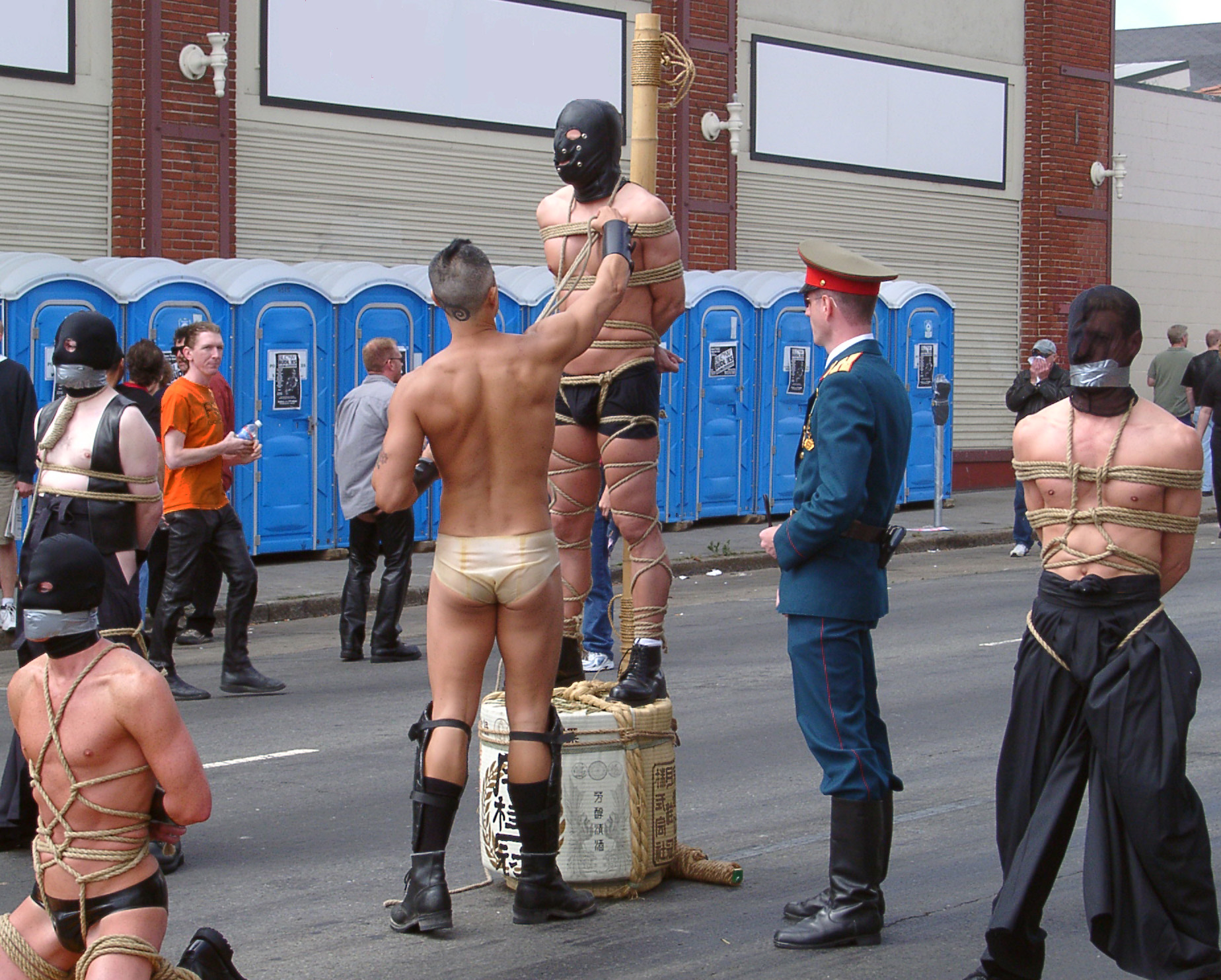
Demonstration mehrerer Shibari-Bondages auf der aus der Lederbewegung hervorgegangenen Folsom Street Fair 2003, San Francisco

In der Folge kam es zu massiver Zensur in der lesbischen Subkultur. Der resultierende ideologische Konflikt dauerte jahrzehntelang an und legte die Grundlage für eine bis heute andauernde Auseinandersetzung, die im angelsächsischen Raum unter der Bezeichnung Feminist Sex Wars bekannt ist. Hierbei kam es zu teilweise äußerst aggressiven Auseinandersetzungen mit verschiedenen feministischen Organisationen wie Women Against Violence in Pornography and Media (WAVPM) und Women Against Pornography. Prominente Vertreter der sich hieraus ergebenden theoretischen Diskussion sind z. B. Patrick Califia und Gayle Rubin und auf der einen und Andrea Dworkin und Catharine MacKinnon auf der anderen Seite. Die Arbeiten der Befürworter führten zur Entwicklung des Sex-positive feminism. Der Diskurs über die Legitimität von weiblichem Sadomasochismus hält bis heute an. Im deutschsprachigen Raum nahm die Diskussion um die PorNO-Kampagne die wichtigsten Argumente und Forderungen der antipornografischen Seite auf, eine vergleichbar intensive Diskussion unter Feministen blieb jedoch weitestgehend aus, da die Thesen der Debatte überwiegend nur in den kritischen Teilaspekten transferiert wurden.

### Entwicklung in Deutschland
Nach Änderung des Paragraphen 175 gehörten die „Lederkerle“ in den 1970er Jahren neben den sogenannten „Tunten“ zu den auffälligsten Vertretern der Homosexuellen in Westdeutschland.
Ursprünglich identifizierten sich die Ledermänner mit den Rockern, jenen in der Öffentlichkeit als besonders männlich und aktiv, aber auch als aggressiv angesehenen motorradfahrenden und in Leder gekleideten Männern.
Kommerziell betriebene Treffpunkte für Ledermänner waren in den 1970er Jahren noch wenig vorhanden. Um das gemeinsame Interesse am Fetisch Leder ausleben zu können, gründeten sich Vereine, auch als Lederclubs bezeichnet. Da damals eine Eintragung eines homosexuellen Vereins problematisch war, wurden viele Vereine unter dem Deckmantel eines Motorsportclubs gegründet. Aus diesem Grund tragen auch heute noch viele Lederclubs in Europa das „MSC“ im Vereinsnamen.
Im Jahr 1967 eröffnete in München in der Müllerstraße mit dem Ochsengarten Deutschlands erste Lederfetischkneipe.
Anfang der 1970er Jahre entstanden in den USA und in Europa die ersten „Lederbars“, in die nur Personen mit Lederkleidung Einlass fanden. Zu dieser Zeit entstanden sogenannte Motorradtreffen. In Hamburg erschien das Heft Der Stiefel, das interessierte Lederfans über sie interessierende Themen und Termine informierte.
Im Jahre 1974 gründete sich in London die ECMC, die European Confederation of Motorcycle Clubs, ein Zusammenschluss von Lederclubs aus den verschiedensten europäischen Ländern. 2005 waren in der ECMC etwa 5000 Mitglieder aus 44 Lederclubs europaweit organisiert.
Im Oktober 1974 gründete sich in Berlin ein Lederclub, der Motorsport-Club Berlin (MSC), der 1978 ins Berliner Vereinsregister eingetragen wurde und sich fortan Motorsport und Contacte Berlin e. V. nannte.
1979 gründete sich die deutsche Dachorganisation, die SKVdC, die Ständige Konferenz der Vertreter deutschsprachiger Clubs. Mit AIDS, das in der ersten Hälfte der 1980er Jahre auftrat, erweiterte sich die Arbeit der SKVdC um die Aufgaben der AIDS-Prävention. Es entstanden Arbeitsgruppen, die sich mehrmals im Jahr mit Beauftragten der Deutschen AIDS-Hilfe treffen. Die SKVdC änderte im Jahre 2000 ihren Namen in LFC – Leder und Fetisch Community. Diese Namensänderung resultierte aus einer neuen Rolle für fetischorientierte homosexuelle Interessengemeinschaften. Im Jahr 2006 waren 13 Leder- und Fetischclubs aus Deutschland, der Schweiz und Österreich in der LFC organisiert.
Durch das verstärkte Entstehen kommerzieller Fetischlokale sowie neuer Kommunikationsmöglichkeiten über das Internet (z. B. Romeo) schwand die Bedeutung der Lederclubs als Treffpunkte für Ledermänner. Neben Leder traten weitere Materialien verstärkt in der Fetischszene auf, vor allem Gummi, Skingear, Sportswear und Uniform. Die Lederclubs verstehen sich heute vorwiegend als Fetischclubs. In der Öffentlichkeit werden sie heute meist über große Fetisch- und Motorrad-Treffen wahrgenommen. Einige wenige Lederclubs betreiben eigene Clublokale.
Die Mitglieder von Lederclubs bzw. Lederschwule an sich werden in der Szene manchmal als Lederschwestern bezeichnet. Je nach Kontext ist diese Bezeichnung entweder abwertend oder Zugehörigkeit signalisierend.

### Entwicklung in Großbritannien
In den 1990er Jahren wurden in Großbritannien im Rahmen des Spanner Case in mehreren Gerichtsverfahren Angehörige der Lederszene wegen der Ausübung einvernehmlicher sadomasochistischer Praktiken verurteilt. Das Verfahren führte zu einem Grundsatzurteil des Europäischen Gerichtshofs für Menschenrechte. Zwei der Verhafteten begingen in der Folge Suizid, mehrere verloren ihre Arbeit. In acht Fällen wurden Gefängnisstrafen von bis zu viereinhalb Jahren ausgesprochen.

## Veranstaltungen

### Folsom Street Fair

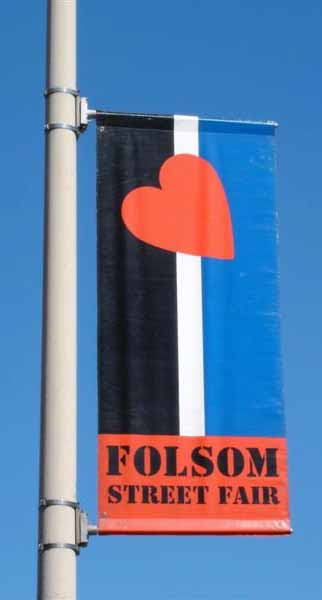
Die Folsom Parade bildet das Abschlussereignis der Leather Pride Week.

Die Folsom Street Fair ist eine Open-Air-Veranstaltung, die jährlich am letzten Sonntag im September die Leather Pride Week in San Francisco, Kalifornien beschließt. Die Großveranstaltung wird seit 1984 durchgeführt und ist das weltweit größte Fest der Lederszene. Sie ist die drittgrößte öffentliche Veranstaltung in Kalifornien und die größte Messe für BDSM-Ausstattungen und -Kultur weltweit.
In Berlin veranstaltet seit 2004 ein Verein aus der lokalen Lederszene im Stadtteil Schöneberg jährlich im September eine entsprechende Veranstaltung unter der Bezeichnung Folsom Europe.

### International Mr. Leather
Die Wahl zum International Mr. Leather wird seit 1979 jährlich in Chicago ausgetragen. Über 50 Kandidaten aus Europa, den Vereinigten Staaten, Australien und Kanada nehmen jedes Jahr an der Veranstaltung teil.

## Museen
Das Leather Archives and Museum (LA&M) ist eine Einrichtung der internationalen Lederszene und Teil der BDSM- und Fetisch-Subkultur mit Hauptsitz in Chicago.
Die Einrichtung verfügt sowohl über eines der größten Archive als auch eines der größten Museen zum Thema weltweit und ist in ihrer Konzeption international einzigartig.

## Film und Literatur
im Jahre 1977 gab Hans Eppendorfer als Ledermann in seinem romanhaften Werk Der Ledermann spricht mit Hubert Fichte einen dokumentarisch-literarischen Einblick in die Praktiken der homosexuellen Leder-Szene, in dem er mit dem entsprechend veranlagten Schriftsteller-Kollegen Hubert Fichte ein Interview führte. Anfang der 1980er Jahre veröffentlicht William Friedkin seinen umstrittenen Film Cruising mit Al Pacino, der Szenen aus der schwulen Subkultur zeigt.